# Корпус Нова
Корпус Нова (англ. Nova Corps) — вымышленная межгалактическая полиция из комиксов, которые издаёт компания Marvel Comics. Впервые появилась в выпуске Fantastic Four #205 (апрель 1979).

## Критика и наследие
Де’Анджело Эппс из Comic Book Resources, рассматривая 10 крупнейших неудач Корпуса Новы, назвал его «одной из самых могущественных миротворческих организаций Marvel». Его коллега Гэри Уокер выделил в своей статье 16 сильнейших членов Корпуса Нова. Кейси Донахьо из Screen Rant подробно рассмотрел историю организации и сравнивал её с Корпусом Зелёных Фонарей из вселенной DC. В 2021 году было сообщено, что один преданный фанат Marvel создаёт в реальности шлемы, которые носили члены корпуса.